# VL86F型电力机车
VL86F型电力机车（俄语：ВЛ86Ф），是苏联铁路的干线货运电力机车车型之一，适用于25千伏工频单相交流制的电气化铁路。

## 发展历史
苏联早于1960年代已经开始电力机车采用交流异步牵引电动机的研究，诺沃切尔卡斯克电力机车厂于1969年在VL80型238号电力机车上，试验采用ЭТА-1200型变频异步牵引电动机和三相交流传动技术。经过各种试验和改进后，诺沃切尔卡斯克电力机车厂于1971年试制了VL80A型751号电力机车，使用了НБ-605型异步牵引电动机和轴控驱动技术，但由于当时异步牵引电动机的变频控制技术尚未成熟，苏联的异步牵引电动机研究工作一度停滞。1980年代初，随着半导体技术的进步，诺沃切尔卡斯克电力机车厂恢复异步牵引电动机的研制，并开始研制采用异步牵引电动机的双节十二轴大功率货运电力机车，新型机车被定型为VL86F型。除了苏联国内的工业企业部门参与该型机车的研制外，芬兰的斯特隆伯格公司（Stromberg） 也参加了机车电气部件的试制。
VL86F型电力机车为双节重联十二轴大功率货运电力机车，每组机车由两台结构相同的Bo-Bo-Bo轴式机车组成，车体结构与VL85型电力机车基本相同。机车采用交—直—交流电传动，每节机车上装载了三台变流机组，分别为三台转向架上共六台牵引电动机供电；接触网导线上的25千伏单相工频交流电电流，经受电弓进入机车后经过主变压器降压后向三组变流器供电。每组变流机组设有二个四象限脉冲整流器，单相交流电经由四象限脉冲整流器并整流为直流电，然后经过中间直流回路，再由PWM逆变器转换成三相交流电输出，向异步牵引电动机供电。机车小时功率为11,400千瓦，持续功率达到10,800千瓦，是当时世界上功率最大的电力机车车型之一。
首台VL86F型电力机车于1985年底投入试运行；然而，由于苏联在1980年代后期的经济状况越趋恶化，VL86F型电力机车未能投入批量生产。当机车完成试验后，A节机车被送返诺沃切尔卡斯克电力机车厂，B节机车被封存于位于莫斯科谢尔宾卡的全苏铁道运输科学研究院（ВНИИЖТ）环形铁路试验基地至今。

## 参看
- VL80型电力机车
- VL85型电力机车
- VL84型电力机车